# Plinia cauliflora
El yvapurũ, guapurú, yva hũ, yabuticaba o jabuticaba es un árbol nativo de Paraguay, Brasil, Argentina y Bolivia  Pertenece a la familia de las mirtáceas al igual que el guayabo, guabirá, el arrayán y el saguinto. Su nombre científico es Plinia cauliflora. Recibe los nombres de taanumox en chiquitano, jabuticaba en portugués, yvapurũ en avañe'ẽ (guaraní) e ibapumi en pauserna. Es llamado guapurú en el noreste argentino y en Santa Cruz de la Sierra (Bolivia).

## Descripción
El guapurú es un árbol de aspecto tortuoso, con pocas ramas, de corteza gruesa y un poco espinosa. Crece generalmente bajo la sombra de árboles más grandes. Sus frutos producen la impresión de estar pegados al tallo y se concentran en el tronco principal y las ramas gruesas. Son de color morado al principio y negro al madurar.
«Ojitos de guapurú» es una expresión inmortalizada en canciones populares. Constituye un halago y se lo emplea como sinónimo de ojos hermosos, cuando una mujer los tiene grandes, agraciados, vivaces e intensamente negros.
Víctor Manuel Patiño lo registra en su libro sobre las plantas cultivadas en la América equinoccial, reproduciendo palabras de Cobo:

Quiere decir ibapurú, en la lengua de aquella provincia, fruta que suena cuando se come; no nace en el árbol, como la demás frutas, debajo de las hojas, sino en los ramos y troncos del árbol, comenzando desde la tierra, y aun si alguna parte de la raíz está descubierta, también tiene fruta y aun esta tan espesa y apiñada por todo el árbol arriba, que casi no se ve el tronco ni se puede subir por él. Es el ibapurú fruta muy regalada y de muy buen gusto.
Cobo

Los Jabuticaba son plantas adaptadas a clima tropicales a subtropicales, pero pueden tolerar heladas leves y breves, no por debajo de los -3 °C (26 °F)

## Origen y distribución
Es una planta nativa de Brasil, Paraguay, Bolivia y Argentina. Se le conoce mejor por el nombre en guaraní de yva puru o yva hu. Yvapurũ: yva fruta, purũ palabra onomatopéyica que reproduce el sonido de la fruta al morderla: pururũ. También hay ejemplares nativos en la provincia argentina de Corrientes, Misiones, y en menor medida en el este de las provincias de Formosa y Chaco. En Bolivia, donde su distribución natural corresponde al departamento de Santa Cruz, en áreas secas o subhúmedas abajo de los 1700 m de altitud. Dentro de Bolivia, fue reportado científicamente en las provincias Andrés Ibáñez, Obispo Santiestevan (provincia), Florida, Chiquitos y Cordillera, también se ha encontrado en Honduras, Colombia y Costa Rica aunque es poco común.

## El fruto y sus usos

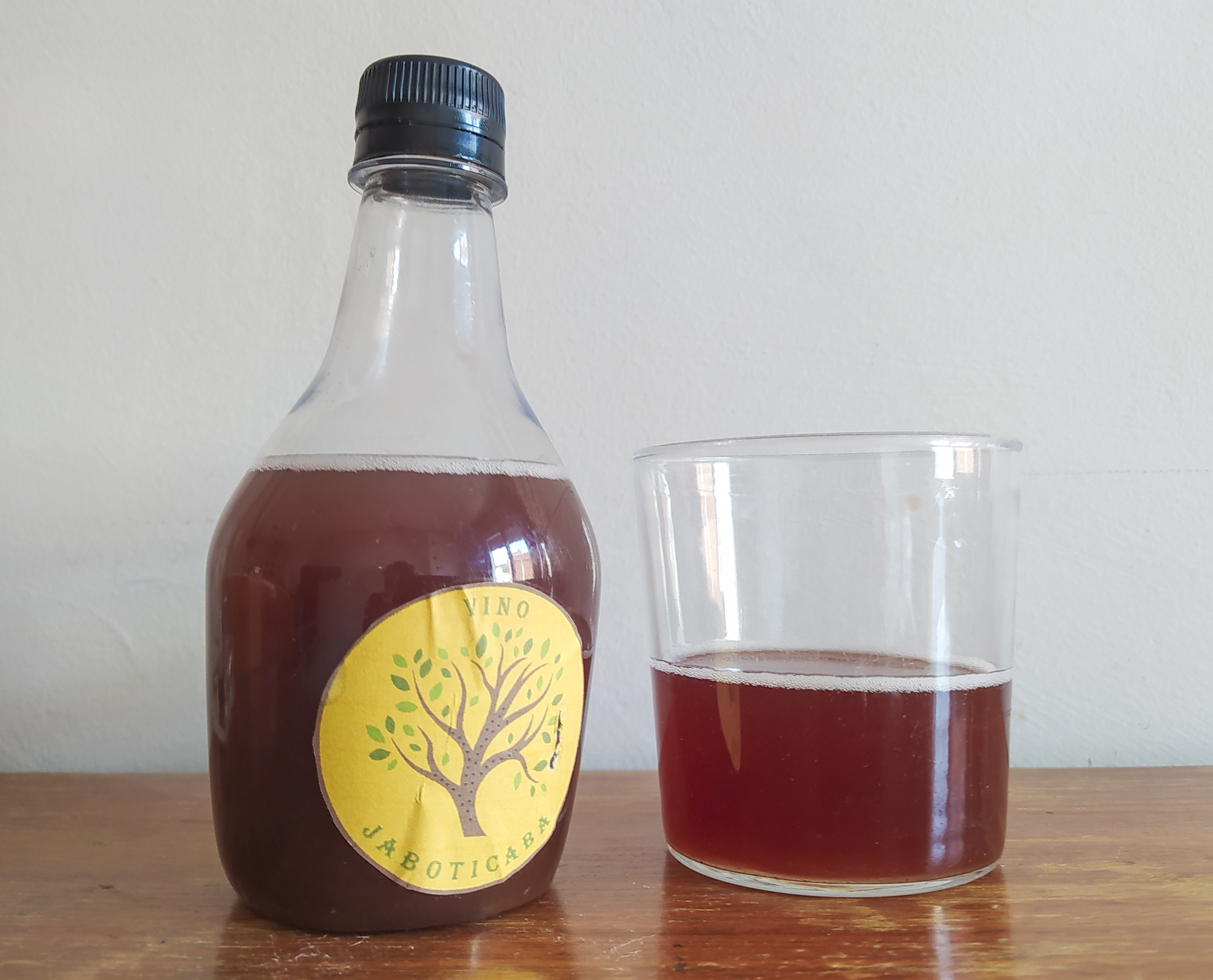
Vino de jaboticaba, tradicional del noroeste del estado de Río de Janeiro, producido por ítalo-brasileños desde finales del siglo XIX.

El fruto del guapurú se clasifica como baya y es altamente perecedero. Es de cáscara delgada y lisa, mientras que su pulpa es blanca y jugosa, de sabor agridulce. Se consume directamente como fruta fresca, pero también se preparan refrescos, mermeladas, licores, vinagres caseros y otros. Además, la cáscara del tallo y del fruto es una eficaz medicina contra la diarrea.
- Por todos estos usos, en áreas rurales se la cultiva cerca de las casas, para tenerlo siempre al alcance de la mano.
- También se puede usar para remedios de diabéticos.

## Sinonimia
Los sinónimos homotípicos de Plinia cauliflora (Mart.) Kausel, Ark. Bot., a.s., 3: 508 (1956). son:
- Myrtus cauliflora Mart., Reise Bras. 1: 285 (1823).
- Eugenia cauliflora (Mart.) DC., Prodr. 3: 273 (1828).
- Myrciaria cauliflora (Mart.) O.Berg, Linnaea 27: 326 (1856).

Los sinónimos heterotípicos son:
- Myrtus jaboticaba Vell., Fl. Flumin. 5: 214, t. 62 (1829).
- Myrciaria jaboticaba (Vell.) O.Berg, Linnaea 27: 325 (1856).
- Myrcia jaboticaba (Vell.) Baill., Hist. Pl. 6: 345 (1876).
- Eugenia jaboticaba (Vell.) Kiaersk., Enum. Myrt. Bras.: 185 (1893).
- Plinia jaboticaba (Vell.) Kausel, Ark. Bot., a.s., 3: 508 (1956).